# Ramaz Paliani
Ramaz Paliani (georgisch რამაზ ფალიანი; * 21. August 1973 in Mestia, Georgische SSR) ist ein ehemaliger georgischer Boxer. Paliani repräsentierte Georgien, Russland und die Türkei bei internationalen Meisterschaften. Er war Bronzemedaillengewinner der Weltmeisterschaften 1993 und 1999 und der Olympischen Spiele 1992, Silbermedaillengewinner der Europameisterschaften 1993 und war Weltmeister 2001, Europameister 1996, 1998 und 2000, sowie Gewinner der Mittelmeerspiele 2001.
Er ist der ältere Bruder des Boxers Selim Paliani.

## Karriere

### Amateur
Im Juniorenbereich (U19) gewann Paliani 1990 noch für die Sowjetunion startend im Halbfliegengewicht (-48 kg) den Europameistertitel und die Bronzemedaille der Weltmeisterschaften.
1992 nahm Palinani unter olympischer Flagge an den Olympischen Spielen in Barcelona teil. Nach Siegen über Julian Wheeler, USA (8:4), Rogerio de Brito, Brasilien (19:2), und den Olympiadritten von 1988 Daniel Dumitrescu, Rumänien (11:5), und einer Halbfinalniederlage gegen den späteren Silbermedaillengewinner Faustino Reyes, Spanien (14:9), gewann er Bronzemedaille im Federgewicht (-57 kg). 
Bei den Europameisterschaften 1993 gewann Paliani für Georgien die Silbermedaille hinter Serafim Todorow, Bulgarien (10:1). Im selben Jahr errang er ebenfalls die Bronzemedaille bei den Weltmeisterschaften. 1994 gewann er, nun für Russland startend, mit einem Finalsieg über Joel Casamayor, Kuba (15:8), die Goodwill Games, schied jedoch im Jahr darauf bei den Weltmeisterschaften bereits im Viertelfinale gegen Falk Huste, Deutschland (8:1), aus. 1996 wurde Paliani Europameister, wobei er diesmal Todorow im Finale schlagen konnte (3:2), kam jedoch bei den Olympischen Spielen nicht über das Viertelfinale hinaus, welches er gegen den späteren Olympiasieger Somluck Kamsing, Thailand (13:4), verlor.
1998 wechselte Paliani wieder die Staatsbürgerschaft und wurde nun Türke. Er wurde in diesem Jahr nach Siegen u. a. über Falk Huste, wiederum Europameister und errang, nachdem er u. a. Yudel Johnson, Kuba (11.2), geschlagen hatte und gegen Ricardo Juarez, USA (6:5), unterlag, bei den Weltmeisterschaften im Jahr darauf die Bronzemedaille. 2000 errang er mit einem Finalsieg über Boris Georgiew, Bulgarien (9:5), seinen dritten Europameistertitel und nahm auch zum dritten Mal an den Olympischen Spielen teil. Jedoch kam er nach Siegen über Haider Ali, Pakistan (5:4), und Valdemir Pereira, Brasilien (RSC 3.), und einer Niederlage gegen Beksat Sattarchanow, Kasachstan (12:11), nicht über Viertelfinale hinaus.
2001 gewann Paliani die Mittelmeerspiele und gewann nach einem Finalsieg über Galib Schafarow, Kasachstan (RSC 3.), den Weltmeistertitel. 

### Profi
2002 wurde Paliani Profi und zog dafür nach Philadelphia, USA. Von den 16 Kämpfen, die er bis 2006 bestritt, gewann er 14 (8 KO) und verlor einen. Ein Kampf endete unentschieden. Sein größter Kampf war das Unentschieden gegen den späteren WBC-Weltmeister im Leichtgewicht David Díaz im Jahr 2005.